# Zosterops albogularis
El ojiblanco de cresta o anteojitos pechiblanco (Zosterops albogularis) es un ave endémica de la Isla Norfolk. Pertenece a la familia Zosteropidae.

## Conservación
El último avistamiento se produjo en 2006 y se cree que la especie está extinta o muy próxima a la extinción.